# Ana Citlidze
Ana Citlidze (ur. 4 października 1986 w Zugdidi) – gruzińska polityczka i politolożka. Członkini Parlamentu Gruzji od 2021 roku.

## Życiorys
Tsitlidze urodziła się 4 października 1986 roku w Zugdidi (ówcześnie na terenie Gruzińskiej Socjalistycznej Republiki Radzieckiej).

### Edukacja i kariera zawodowa
W 2007 roku Citlidze ukończyła studia licencjackie z prawa w filii Tbiliskiego Uniwersytetu Państwowego w Zugdidi. W 2009 roku zdobyła tytuł magistra z nauk społecznych na Baltic International Academy. W 2011 roku ukończyła studia podyplomowe z zarządzania zasobami ludzkimi na tej samej uczelni. Posiada doktorat z politologii.
W trakcie studiów, w latach 2007–2010, pracowała jako asystentka w Ambasadzie Gruzji w Rydze. W latach 2011–2012 była zatrudniona na stanowisku specjalistki w urzędzie miasta Zugdidi.

### Działalność polityczna
W wyniku wyborów samorządowych w 2014 roku uzyskała mandat członkini rady miasta Zugdidi. W wyborach samorządowych w 2017 roku uzyskała re-lekcję i została przewodniczącą klubu Zjednoczonego Ruchu Narodowego.
W wyborach parlamentarnych w 2020 roku uzyskała mandat członkini Parlamentu Gruzji z ramienia Zjednoczonego Ruchu Narodowego. Mandat w parlamencie objęła dopiero w 2021 roku, w wyniku konfliktu pomiędzy opozycją a zwycięskim Gruzińskim Marzeniem, w wyniku którego Gruzińskie Marzenie chciało wygasić mandaty 49 posłom nowego parlamentu.